# Sansone e Dalila (film 1949)
Sansone e Dalila (Samson and Delilah) è un film del 1949 diretto e prodotto da Cecil B. DeMille e interpretato da Hedy Lamarr e Victor Mature.
La trama della pellicola è un adattamento dal Libro dei Giudici, capitoli dal XIII al XVI, e dal romanzo di Vladimir Žabotinskij "Samson the Nazarite", pubblicato a puntate sulla rivista russa Razsvet nel 1926. Come tutti i film monumentali del periodo, l'Israele biblica fu ricostruita in uno studio situato a Los Angeles.
Il budget del film si aggirava intorno all'immensa cifra di tre milioni di dollari dell'epoca, ma l'elaborata produzione di Cecil B. DeMille fu premiata con un risultato record al botteghino. Dopo la premiere a New York il 21 dicembre 1949 nei cinema Paramount e Rivoli, debuttò a Los Angeles il 13 gennaio 1950 e fu un enorme successo commerciale: divenne il film di maggior incasso del 1950 e il terzo film di maggior incasso di sempre al momento della sua uscita.

## Trama
Sansone, giudice d'Israele, si innamora perdutamente della filistea Semadar e decide di sposarla. Durante la festa nuziale scoppia un tumulto e la promessa sposa viene uccisa. Sansone giura vendetta, abbandona la festa e fa perdere le sue tracce. Poco dopo la morte di Semadar, il Saran di Gaza impone pesanti tasse sui Daniti, sperando che essi tradiscano Sansone e glielo consegnino. Quando il danita viene catturato, la notizia giunge al Saran e a Dalila, la sorella di Semadar, entrambi soddisfatti della cattura dell'uomo.
Sansone è preso da Ahtur, capo delle truppe dei Filistei, un tempo innamorato di Semadar e rivale di Sansone. Sulla strada di Gaza, Ahtur provoca Sansone, il quale prega Dio, chiedendogli la forza contro i Filistei. Il danita riesce a liberarsi e comincia lo scontro con i nemici; Sansone combatte corpo a corpo, rovescia il carro da guerra di Ahtur e, presa una mascella d'asino, comincia a uccidere i Filistei con la sua forza.
La notizia della sconfitta di Ahtur da parte di Sansone raggiunge Gaza, costringendo il Saran a cercare un nuovo modo per sconfiggere il nemico.  Dalila ha un'idea: sedurre Sansone e spingerlo a rivelarle il segreto della sua forza. Il suo piano funziona, Sansone cede e le rivela che la sua forza proviene dai capelli che non ha mai tagliato. Così, quando Dalila riesce a radergli il capo, Sansone perde le forze e i filistei hanno la meglio su di lui. La donna finisce poi per innamorarsi del danita caduto prigioniero e si pente del suo gesto quando quest'ultimo viene accecato dai suoi rapitori.
Per far divertire il Saran e i filistei, Sansone viene portato al tempio di Dagon, dove subisce torture e umiliazioni. Il Saran concede a Dalila la possibilità di punire il prigioniero con una frusta. Dalila dice a Sansone di afferrare la frusta e lo porta verso i due principali pilastri di sostegno del tempio. Sansone avverte la donna di allontanarsi per salvarsi dalla morte, che presto sarebbe scesa sul tempio. Dalila decide di non fuggire e rimane in silenzio accanto all'uomo che ama. Sansone rivolge una preghiera a Dio, chiedendogli la forza per l'ultima volta.

«Muoia Sansone con tutti i filistei»

Mentre il danita comincia a spingere i pilastri, la folla ride di lui e i sacerdoti del tempio gli intimano di dimenticare il suo Dio e di inginocchiarsi davanti a Dagon. Ahtur e i suoi soldati cercano di farlo inginocchiare con la forza, ma i pilastri cominciano a spostarsi e uno di essi cade, schiacciando Ahtur e i suoi uomini.  Sorpreso dalla potenza di Sansone, un filisteo esclama: «Ha la forza del diavolo!» e il Saran risponde: «No. Ha la forza di un dio!».  Sansone rovescia anche il secondo pilastro e si lascia morire.
La colossale statua di Dagon, sostenuta dai due pilastri, comincia a cadere. Di fronte a una morte certa, molti filistei tentano di fuggire, ma la statua del loro dio crolla e li uccide all'istante. Poco prima di morire, il Saran brinda a Dalila. Di fronte alle macerie del tempio, Saul e Miriam, amici di Sansone, si chiedono il perché della sua morte, sperando che la sua storia sia ricordata dagli uomini nel corso dei secoli.

## Produzione

### Sviluppo
Nell'aprile del 1934 la Paramount annunciò che era in fase di sviluppo un nuovo grande film epico incentrato sulla storia di Sansone e Dalila, in collaborazione con il regista e produttore Cecil B. DeMille e che gli attori Miriam Hopkins e Henry Wilcoxon erano indicati per i ruoli principali. In seguito il progetto fu posticipato e DeMille si impegnò nella realizzazione de I Crociati. La Paramount aveva già acquisito i diritti per la musica e il libretto dell'opera Sansone e Dalila del 1877 e DeMille affidò allo storico Harold Lamb l'incarico per un adattamento della storia biblica. Il regista la considerava "...una delle più grandi storie d'amore di tutti i tempi", e assunse anche Jeanie MacPherson affinché collaborasse con Lamb alla sceneggiatura. DeMille considerò le possibilità di effettuare le riprese con la nuova tecnologia del Technicolor, ma alla fine, dopo l'uscita di I crociati, la Paramount stipulò un nuovo contratto con DeMille, e Sansone e Dalila venne accantonato nel 1936.
Dieci anni dopo, il 15 agosto 1946, DeMille annunciò pubblicamente che avrebbe iniziato a lavorare su Sansone e Dalila subito dopo le riprese de Gli invincibili. La Paramount tuttavia aveva delle riserve sul finanziamento di una storia che giudicava da “catechismo domenicale”, tranne poi ricredersi quando DeMille mostrò ai dirigenti dello studio le illustrazioni di Dan Grosbeck, che raffiguravano un "grande e muscoloso" Sansone e una "snella, incredibilmente attraente" Dalila.
Nella primavera del 1948, DeMille assunse l'artista Henry Clive per idealizzare su tela la "Dalila perfetta". Il regista voleva che apparisse moderna sullo schermo e che ”...possedesse una pericolosa capacità di vendetta...che fosse astuta ma che emanasse anche calore...una combinazione di Vivien Leigh e Jean Simmons, con un tocco di Lana Turner".
Nel romanzo Samson the Nazarite, Vladimir Jabotinsky raffigurò Dalila come la sorella minore della promessa sposa filistea di Sansone. Questo permise di sviluppare il relativo dramma.

Il 7 settembre 1948, Cecil B. DeMille, Jesse Lasky Jr. e Frederick M. Frank completarono la sceneggiatura di 186 pagine.
"Non abbiamo cambiato la storia biblica, ma abbiamo fatto una cosa importante: abbiamo dato un nome alla figlia più giovane. Non ha un nome nella Bibbia. L'abbiamo chiamata Dalila...la Bibbia non indica che Dalila fosse una sorella minore di Semadar, ma parla di lei molto più tardi come della donna che Sansone amava..." (DeMille)
Nonostante la storia biblica descriva la battaglia degli Israeliti contro i Filistei, ci si riferisce per tutto il film al popolo oppresso di Sansone come Daniti, membri della tribù di Dan. Questa elusione sembra dovuta ai primi tempi della caccia alle streghe contro la presunta influenza comunista a Hollywood, della quale, secondo i promotori, la potente comunità ebraica negli studios non era estranea.
Nel film, Hedy Lamarr indossa un costume con 1900 autentiche piume di pavone, appositamente raccolte per anni nel ranch di DeMille.
Diversi costumi utilizzati nel film provengono dal Marocco, tra cui tradizionali caftani.
Il danzatore e coreografo Theodore Kosloff curò le coreografie del film.

### Casting
Quando DeMille iniziò la produzione del film nel 1934, Dolores del Río, Paulette Goddard e Joan Crawford erano le candidate per la parte di Dalila. DeMille scelse l'attrice della Paramount Miriam Hopkins per il ruolo di Dalila e la sua nuova star Henry Wilcoxon per il ruolo di Sansone.
Una volta che la produzione ripartì nel 1946, DeMille e il suo staff presero in considerazione decine di attori e attrici di Hollywood per i ruoli principali. DeMille scelse Hedy Lamarr (che era di origine ebraica, come lo era lo stesso DeMille) per il ruolo di Dalila dopo la visione del film Venere peccatrice, pur giudicando la performance della diva “...alquanto superficiale”. Ma le movenze di Lamarr, descritta come "...una gazzella, incapace di una mossa goffa o sbagliata" convinsero il regista. Il compenso per la star fu di 100.000 dollari per 10 settimane di lavoro.
Burt Lancaster era il candidato ideale per interpretare Sansone, ma l'attore dovette rinunciare a causa di un problema alla schiena. Anche il body builder Steve Reeves fu preso in considerazione e DeMille fece pressioni a lungo per convincere lo studio ad ingaggiarlo. Alla fine si decise di scritturare Victor Mature per il ruolo di Sansone dopo aver ammirato la sua performance nel film Il bacio della morte.
Phyllis Calvert era stata originariamente scelta per il ruolo di Semadar, ma rinunciò a causa di una malattia. DeMille scelse quindi Angela Lansbury per il ruolo nel luglio 1948. Quando Lawrence Perry di The Pittsburgh Press intervistò la Lansbury il 24 settembre 1949, le ricordò che la Bibbia non descriveva Dalila come se avesse una sorella. Lansbury rispose: "...se Dalila non aveva una sorella, il signor DeMille gliene ha fornita una".

### Riprese
Le riprese iniziarono il 4 ottobre 1948 e terminarono il 22 dicembre 1948. Le scene che coinvolgono il campo arato furono girate dal 4 gennaio 1949, scene aggiuntive e primi piani ancora tra il 18 gennaio e il 21 gennaio 1949.
Gli effetti speciali del film furono supervisionati da Gordon Jennings. L'effetto speciale più spettacolare fu indubbiamente il crollo del tempio di Dagon, il dio dei Filistei. È la penultima scena del film, costò 150.000 dollari alla Paramount e richiese un anno di preparazione. La parte inferiore del tempio fu  ricostruita in scala con un modello alto 11 metri, mentre la statua del dio misurava 5 metri. Il modello fu distrutto in un'unica scena ripresa da cinque cineprese  delle quali, così narra una leggenda, solo una alla fine risultò funzionante: “...tutto bene, Cecil” disse l'operatore della quinta, rassicurando un DeMille a quel punto disperato, dopo il responso negativo delle prime quattro.

### Collegamento con Viale del tramonto
Lo status come leggendario regista di DeMille lo portò a interpretare se stesso nel film noir di Billy Wilder Viale del tramonto. Il film narra di una star del cinema muto immaginaria di nome Norma Desmond (interpretata da Gloria Swanson) che, non più attiva da anni, un tempo lavorò come attrice per DeMille. Per la scena in cui Norma fa visita a DeMille negli studi della Paramount, fu ricostruito il vero set di Sansone e Dalila per mostrare il regista al lavoro. Il primo giorno programmato per girare la scena fu il 23 maggio 1949, mesi dopo la fine delle riprese di Sansone e Dalila. Dopo che la scena fu girata per un totale di quattro giorni, Wilder diede una pacca sulla spalla a DeMille e gli disse simpaticamente: "...molto bene, ragazzo mio. Lascia il tuo nome alla mia segretaria. Potrei avere in futuro una piccola parte per te”. Wilder in seguito disse che DeMille "...prese il suo contributo molto seriamente. Gli piacque molto, ne capì il senso”.

## Distribuzione

### Data di uscita
Il film venne distribuito in varie nazioni, fra cui:
- Stati Uniti d'America, Samson and Delilah,  21 dicembre 1949
- Italia, Sansone e Dalila,  21 settembre 1950
- Finlandia, Simson ja Delila,  23 marzo 1951
- Svezia, Simson och Delila ,  15 maggio 1951
- Francia, Samson et Dalila,  5 ottobre 1951
- Germania Ovest, Samson und Delilah ,  2 novembre 1951
- Giappone,  15 febbraio 1952
- Austria, Samson und Delilah ,   26 settembre 1952
- Danimarca, Samson og Dalila,  8 agosto 1958

## Accoglienza

### Incassi
Il film ebbe un enorme successo di pubblico a livello mondiale, incassando 9 milioni di dollari nel 1950 più 2,5 milioni di dollari nella sua riedizione del 1959, per un totale di 11.500.000 dollari.

### Critica
Il film fu molto apprezzato dalla critica per la sua fotografia in Technicolor, l'ottima recitazione, i costumi, le scenografie e gli effetti speciali innovativi.
La rivista per esercenti e distributori Showmen's Trade Review scrisse che il film "...ha tutti i numeri per  essere il film più impressionante e magnifico che DeMille abbia mai realizzato dall'epopea storica religiosa del 1923 I dieci comandamenti".
Una recensione della rivista Harrison's Reports afferma: "Il signor DeMille è riuscito non solo a preservare l'autenticità della storia, ma anche ad esprimerla in una forma molto affascinante. La sua combinazione di spettacolo e umanità attirerà l'attenzione di qualsiasi spettatore".
Modern Screen scrisse: "Il film è fantastico, impossibile criticarlo".
La rivista Boxoffice lo considerò "...lo spettacolo più sbalorditivo che sia mai esistito".
Variety sottolineò che: "...Victor Mature si adatta perfettamente al ruolo dell'atleta bello ma ottuso creato dalla Bibbia e da DeMille per il personaggio di Sansone. Hedy Lamarr non è mai stata così attraente, è riuscita a fare di Dalila una vera seduttrice".
Bosley Crowther del New York Times lodò: "...le inquadrature abbaglianti dei magnifici costumi e delle sontuose scenografie che le cineprese a colori del sig. DeMille hanno brillantemente mostrato. Raramente il colore è stato usato in modo più rigoglioso o inconfondibile".

Da Il Morandini : "...Groucho Marx rifiutò di presenziare alla première commentando ironicamente:
E, pare, l'unico cruccio della bellissima Lamarr era di avere una misura di seno piuttosto ridotta. Di ambientazione biblica, la storia è tratta dal Libro dei Giudici. Film definito come fra i più assurdi e deliranti fra quelli prodotti all'epoca".

## Riconoscimenti
- 1951 - Premio Oscar

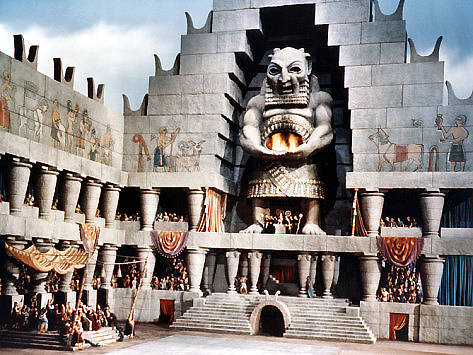
Modello del tempio di Dagon

  - Migliore scenografia a Hans Dreier, Walter H. Tyler, Sam Comer e Ray Moyer
  - Migliori costumi a Edith Head, Dorothy Jeakins, Eloise Jensson, Gile Steele e Gwen Wakeling
  - Candidatura Migliore fotografia a George Barnes
  - Candidatura Migliori effetti speciali alla Cecil B. DeMille Production
  - Candidatura Miglior colonna sonora a Victor Young
- 1951 - Golden Globe
  - Candidatura Migliore fotografia a George Barnes